# Kloster Isova
Das Marienkloster Isova (Our Lady of Isova, Notre Dame de Isova) war ein sicher fränkisches und wahrscheinlich dem Zisterzienserorden angehörendes Mönchskloster in der Präfektur Elis auf der Höhe südlich des Flusses Alfios bei Trypiti auf der Peloponnes in Griechenland.

## Geschichte

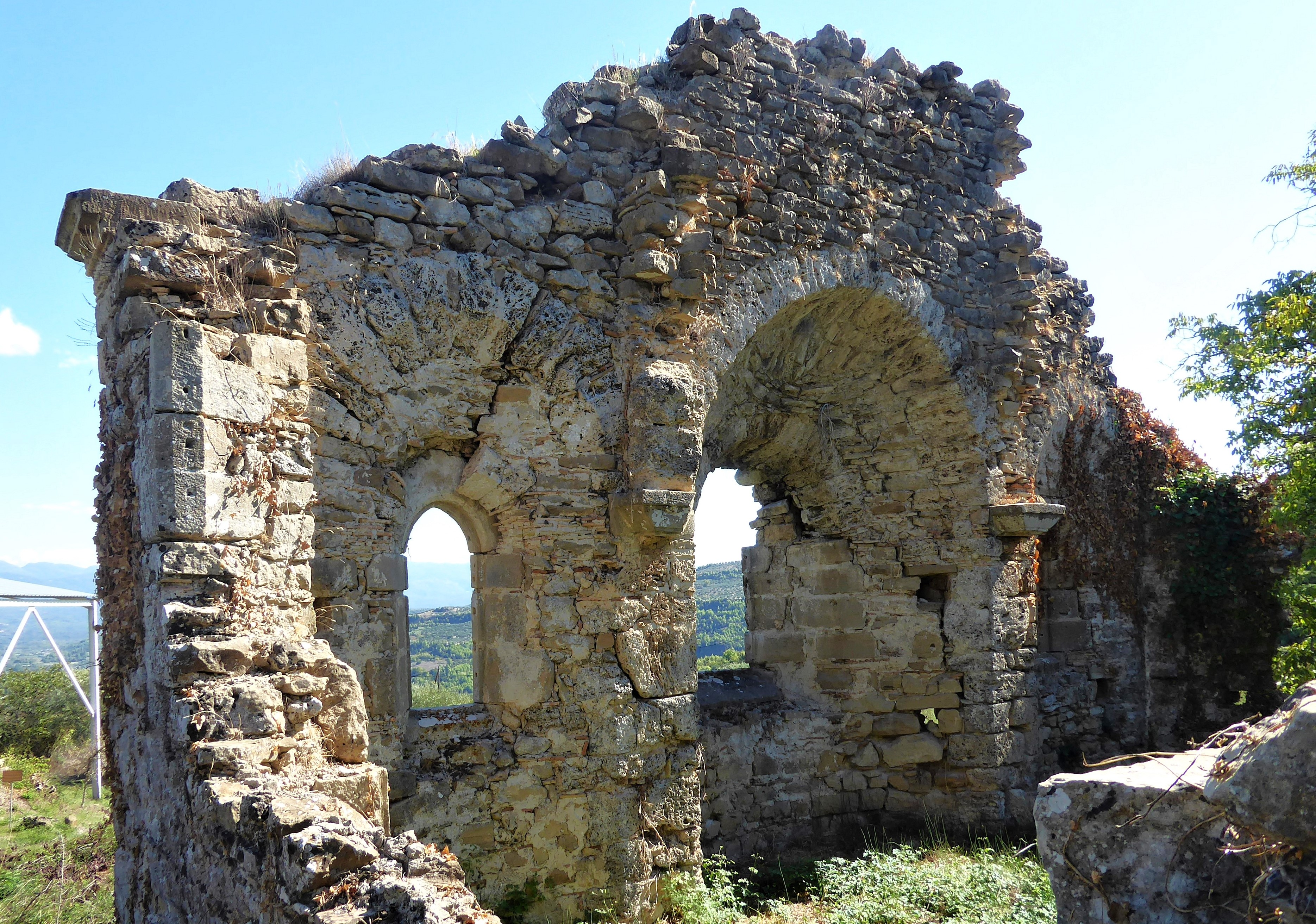
St. Nikolaus, Chorruine

Das Kloster wurde möglicherweise im Jahr 1212 auf Bitten von Gottfried I. von Villehardouin im Fürstentum Achaia gegründet (vgl. Kloster Zaraka). Jedenfalls ergingen aus Achaia zweimal Bitten um Entsendung eines Zisterzienserkonvents, deren eine zur Errichtung von Kloster Zaraka führte. Auf die andere Bitte könnte Isova zurückzuführen sein. Es wird mehrmals in der Chronik von Morea erwähnt und im Jahr 1263 in der Schlacht von Prinitsa wohl durch Feuer zerstört.

## Anlage und Bauten
Die einschiffige, längsrechteckige Kirche ist neben Kloster Zaraka und den Bauten in Andravida ein weiteres Beispiel französisch-gotischer Architektur im byzantinischen Bereich. Sie ist ein ungegliederter Saal und misst 41,30 mal 15,20 m. Sie wies im Osten eine fünfeckige Apsis von 9,60 m Länge auf. Die Westseite mit drei spitzbogigen Fenstern und die Nordseite der Kirche mit sechs spitzbogigen Fenstern sind fast unbeschädigt erhalten, die Südwand ist schwer beschädigt und die Apsis nicht mehr vorhanden. Die Kirche war wohl von einem spitzen hölzernen Dach gekrönt. Der Eingang soll im Südosten gelegen haben. Die zweistöckigen Klostergebäude lagen im Norden (links) von der Kirche. An der Ecke der Westfront ist Figurenschmuck erhalten. Wenige Meter südlich der Klosterkirche wurde vermutlich von lateinischen Mönchen aus Süditalien, aber wohl nicht von Zisterziensern, nach 1263 eine weitere, knapp 11 m lange und knapp 10 m breite dreischiffige Kirche (Sankt Nikolaus) errichtet.